# 草加市立新田中学校
草加市立新田中学校（そうかしりつ しんでんちゅうがっこう）は、埼玉県草加市長栄1丁目にある公立中学校。
草加市の北部に位置し、学区の北側には綾瀬川が流れている。綾瀬川の周辺では、春には桜の花が咲きほこる。
草加市立長栄小学校とペアスクールになっており、近隣の草加市立新田小学校とともに小中連携を推進している。

## 沿革
- 1980年（昭和55年）[1]
  - 4月1日 - 創立。（草加市立栄中学校より分離[2]）
  - 6月1日 - 校章制定。
  - 7月1日 - 竣工式の挙行。この日が開校記念日に制定される。
- 1981年（昭和56年）3月10日 - 校歌制定。（作詞：宮澤章二、作曲：岩河三郎）

## 学校教育目標
豊かな心と学ぶ意欲をもち、広い世界でたくましく生きる生徒

## 目指す学校像
大きな夢 明るいあいさつ 美しい心 きれいな学校

## 通学区域
- 旭町1 - 6丁目、金明町、新善町（53～55番、67～96番、143～149番、179～182番、394～435番、437～443番、459～474番、476～513番）、清門1丁目、長栄1丁目[3]